# Emms Trophy
Emms Trophy – nagroda przyznawana każdego sezonu zwycięzcy dywizji centralnej Ontario Hockey League od sezonu 1994–1995. Trofeum zostało nazwane od nazwiska Hapa Emmsa. Po raz pierwszy zostało przyznane w sezonie 1975–1976 jednak do sezonu 1993–1994 przyznawano je zwycięzcy dywizji Emms. 

## Lista zwycięzców
- 2016–2017: Mississauga Steelheads
- 2015–2016: Barrie Colts
- 2014–2015: Barrie Colts
- 2013–2014: North Bay Battalion
- 2012–2013: Barrie Colts
- 2011–2012: Niagara IceDogs
- 2010–2011: Mississauga St. Michael’s Majors
- 2009–2010: Barrie Colts
- 2008–2009: Brampton Battalion
- 2007–2008: Brampton Battalion
- 2006–2007: Barrie Colts
- 2005–2006: Brampton Battalion
- 2004–2005: Mississauga IceDogs
- 2003–2004: Toronto St. Michael’s Majors
- 2002–2003: Brampton Battalion
- 2001–2002: Toronto St. Michael’s Majors
- 2000–2001: Sudbury Wolves
- 1999–2000: Barrie Colts
- 1998–1999: Barrie Colts
- 1997–1998: Guelph Storm
- 1996–1997: Kitchener Rangers
- 1995–1996: Guelph Storm
- 1994–1995: Guelph Storm
- 1993–1994: Detroit Junior Red Wings
- 1992–1993: Sault Ste. Marie Greyhounds
- 1991–1992: Sault Ste. Marie Greyhounds
- 1990–1991: Sault Ste. Marie Greyhounds
- 1989–1990: London Knights
- 1988–1989: Kitchener Rangers
- 1987–1988: Windsor Compuware Spitfires
- 1986–1987: North Bay Centennials
- 1985–1986: North Bay Centennials
- 1984–1985: Sault Ste. Marie Greyhounds
- 1983–1984: Kitchener Rangers
- 1982–1983: Sault Ste. Marie Greyhounds
- 1981–1982: Kitchener Rangers
- 1980–1981: Kitchener Rangers
- 1979–1980: Windsor Spitfires
- 1978–1979: Niagara Falls Flyers
- 1977–1978: London Knights
- 1976–1977: Hamilton Fincups
- 1975–1976: Hamilton Fincups